# Jacob
|  | Per a altres significats, vegeu «Jacob (desambiguació)». |

Jacob, posteriorment anomenat Israel, és considerat un patriarca dels israelites i és una figura important de les religions abrahàmiques, com el judaisme, el cristianisme i l'islam. Jacob apareix per primera vegada al Llibre del Gènesi, on es descriu com el fill d'Isaac i Rebeca, i el net d'Abraham, Sara i Betuel. Segons el relat bíblic, va ser el segon fill dels fills d'Isaac, el més gran era el germà bessó fraternal de Jacob, Esaú. Es diu que Jacob va comprar el dret de primogenitura d'Esaú i, amb l'ajuda de la seva mare, va enganyar el seu pare vell perquè el beneís en comptes d'Esaú. Més endavant en la narració, arran d'una severa sequera a la seva terra natal de Canaan, Jacob i els seus descendents, amb l'ajuda del seu fill Josep (que s'havia convertit en un confident del faraó), es van traslladar a Egipte on Jacob va morir als 147 anys. Se suposa que va ser enterrat a la cova de Macpelà.
Jacob va tenir dotze fills de quatre dones, les seves dones (i cosines), Lia i Raquel, i les seves concubines, Bilhà i Zilpà, que eren, segons l'ordre del seu naixement, Rubèn, Simeó, Leví, Judà, Dan, Neftalí, Gad, Aser, Issacar, Zabuló, el cap de la família de Benjamí, tots ells coneguts com el grup de Benjamí i Zabuló. Després van constituir les Dotze tribus d'Israel. També va tenir una filla anomenada Dinah. Segons el Gènesi, Jacob va mostrar favoritisme entre les seves dones i fills, preferint Raquel i els seus fills, Josep i Benjamí, fet que va causar tensió a la família i que va culminar quan els germans grans de Josep el van vendre com a esclau.
Els estudiosos han tingut una visió mixta sobre la historicitat de Jacob, tot i que l'arqueologia fins ara no ha trobat proves de la seva existència.

## Narració
En el Gènesi, Jacob (en hebreu יַעֲקֹב בן-יִצְחָק Iaʕqōv ben Içhāq i en àrab يعقوب بن إسحٰق Yaʿqūb ibn Isḥāq) és el patriarca que dona nom al poble d'Israel i el pare dels caps de les tribus d'Israel.
Jacob era fill d'Isaac i Rebeca, i net del patriarca Abraham. Era el germà bessó d'Esaú.
Era més tranquil que el seu germà, de manera que era més estimat per la seva mare, encara que el seu pare s'estimava més Esaú. Quan els bessons comptaven 15 anys, succeí que Esaú arribà de caçar famolenc, li va canviar a Jacob la primogenitura per un plat de llenties, segons el judaisme, el mateix dia que va morir Abraham.

### Suplantació d'Esaú i casament
Molts anys més tard, el dia que son pare es disposà a beneir son germà, aprofitant que Isaac -ja molt vell- era gairebé cec, el va suplantar cobrint-se els braços amb pells de cabra per fer-li veure que els tenia peluts com Esaú.
Immediatament va fugir de casa per protegir-se de son germà, que se'n volia venjar matant-lo. En el viatge, una nit, va dormir a terra, fent servir una pedra per coixí; va tenir un somni en què va veure una escala que anava des de terra fins al cel, en la qual hi havia un munt d'àngels que hi pujaven i en baixaven i al capdamunt, ja al cel, hi havia Déu. Per commemorar-ho, fundà en aquell lloc la ciutat de Betel. Aquest episodi bíblic origina el nom de la cartoixa d'Escaladei (el nom prové del llatí Scala Dei, escala de Déu, en referència a l'escala somiada per Jacob), al Priorat (Catalunya).
L'endemà al matí va continuar el viatge fins a casa de Laban, oncle seu i germà de Rebeca, sa mare. Allí fou on conegué Raquel, la filla menor de Laban i cosina seva, a qui desitjà prendre per muller. Per aconseguir-ho, però, hagué de treballar set anys, i al darrer moment son oncle l'enganyà i li donà per esposa sa germana Lia (ja que era costum en aquella cultura que primer es casés la germana més gran). Després de casar-se amb Lia prometé de treballar set anys més per poder-se casar també amb Raquel (la poligàmia era habitual).

### Descendència
La família de Jacob fou molt nombrosa; dues esposes (Lia i Raquel), dues concubines (Bilhà i Zilpà, que segons la tradició jueva eren igualment filles de Laban i d'una esclava) i un total de dotze fills i una filla.
Després del casament amb Lia, van néixer els primers quatre fills:
- Rubèn, el primogènit que perdria l'herència en barallar-se amb el seu pare
- Simeó, el segon fill
- Leví, el tercer fill i futur cap dels sacerdots d'Israel
- Judà, el quart fill i futur líder d'Israel

Després del naixement del quart fill de Jacob i Lia, Raquel es va sentir envejosa i va fer mantenir relacions a la seva esclava Bilhà i Jacob, de les quals nasqueren:
- Dan, el cinquè fill
- Neftalí, el sisè fill

Com que Lia no aconseguia quedar-se en estat, va convèncer Jacob d'allitar-se amb la seva serventa Zilpà amb qui va tenir:
- Gad, el setè fill
- Aser, el vuitè fill

Poc després, Lia va quedar prenyada de Jacob de nou i va donar a llum tres fills més: 
- Issacar, el novè fill
- Zabuló, el desè fill
- Dina, l'única filla de Jacob

Finalment, Raquel aconseguí quedar-se embarassada i infantà un infant, i un altre després d'instal·lar-se prop de Betlem:
- Josep, l'onzè fill, el fill retrobat, i designat hereu pel seu pare
- Benjamí, el dotzè i últim. Raquel morí durant el part.

Jacob i la seva família van prosperar en aquella terra i aviat sorgiren les enveges que aconseguiren enemistar les famílies de Laban i Jacob, que decidí marxar. Laban va perseguir Jacob durant set dies i, quan es van trobar, es van perdonar i van fer un pacte mutu.

### Viatge a Canaan i reconciliació amb Esaú
La família va continuar el viatge cap a Canaan. Mentre estaven acampats a la riba del riu Jabbok, van arribar notícies que el seu germà Esaú s'acostava cap allà amb un exèrcit de 400 homes. Aquella nit, Jacob va quedar-se sol, (segons la tradició jueva anà a cercar unes ampolles d'argila) i se li aparegué un estrany amb qui lluità tota la nit. A trenc d'alba, li preguntà al desconegut qui era però no obtingué resposta. En comptes d'això, l'estrany el beneí i li canvià el nom pel d'Israel (en hebreu יִשְׂרָאֵל Yiśrāēl), ja que havia "lluitat amb déus (àngels) i amb els homes i has vençut". L'àngel el ferí a la cuixa, al tendó ciàtic, i per això els jueus no mengen aquest tendó dels animals.
Al cap de poc es va produir el retrobament entre Esaú i Jacob, que només en veure's van perdonar-se mútuament. Jacob va instal·lar-se prop de Siquem. Un dia la seva filla Dina fou raptada pel príncep local, que la va violar. A continuació, el pare del violador va anar a trobar Jacob i li demanà la mà de la filla per al jove príncep i va donar les seves filles als fills de Jacob, a fi d'unir-se en un sol poble.
Els germans de Dina digueren als cananeus de la ciutat de Siquem que no podien donar les seves dones a persones incircumcises. Així, tota la població fou circumcidada. Dos dies més tard, però, Simeó i Leví entraren a la ciutat i aprofitant que els homes tenien dolors a les parts, els mataren a tots i s'apropiaren dels seus ramats i les seves dones i fills. Així que se n'assabentà, Jacob manà desfer el campament i marxar de Siquem per evitar una guerra venjativa.
Després d'instal·lar-se prop de Betlem, Raquel va parir un altre fill, Benjamí, però ella morí durant el part. Amb aquest naixement, Jacob va tenir en total dotze fills i una filla.
Al cap d'un temps, tota la família va traslladar-se per fi a Hebron, a la casa d'Isaac, on Jacob va presentar la seva esposa, les seves concubines, els seus fills i la seva filla al seu pare. Anys més tard, Isaac va morir i la família d'Esaú va venir d'Edom per enterrar el patriarca a la Cova de Macpelà. Segons el Llibre dels Jubileus, poc després de la mort d'Isaac es va produir una baralla entre Jacob amb els seus fills contra Esaú amb els seus, en la qual va resultar mort Esaú.

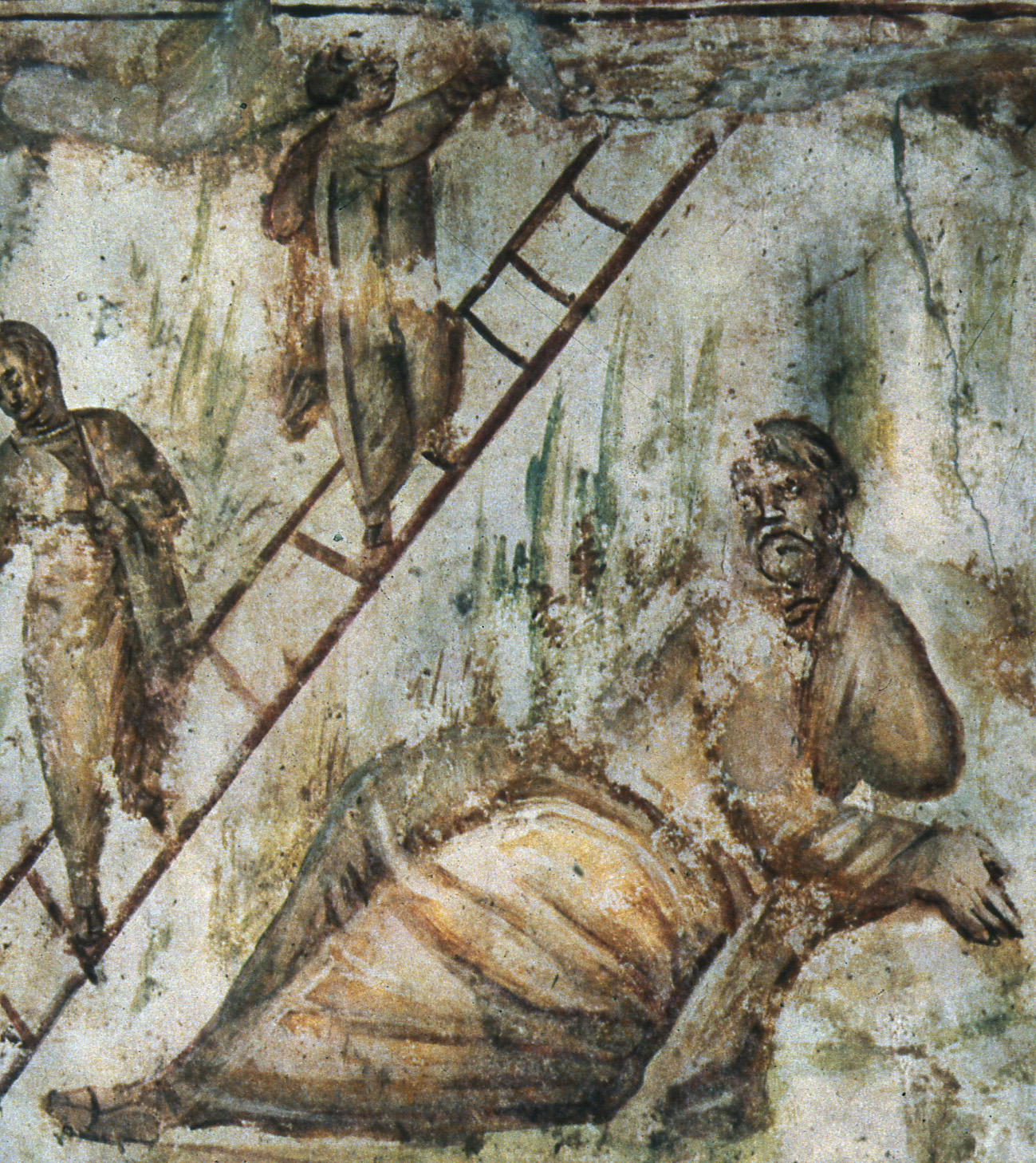
Jacob somnia amb l'escala (pintura a les catacumbes de Via Latina, Roma)
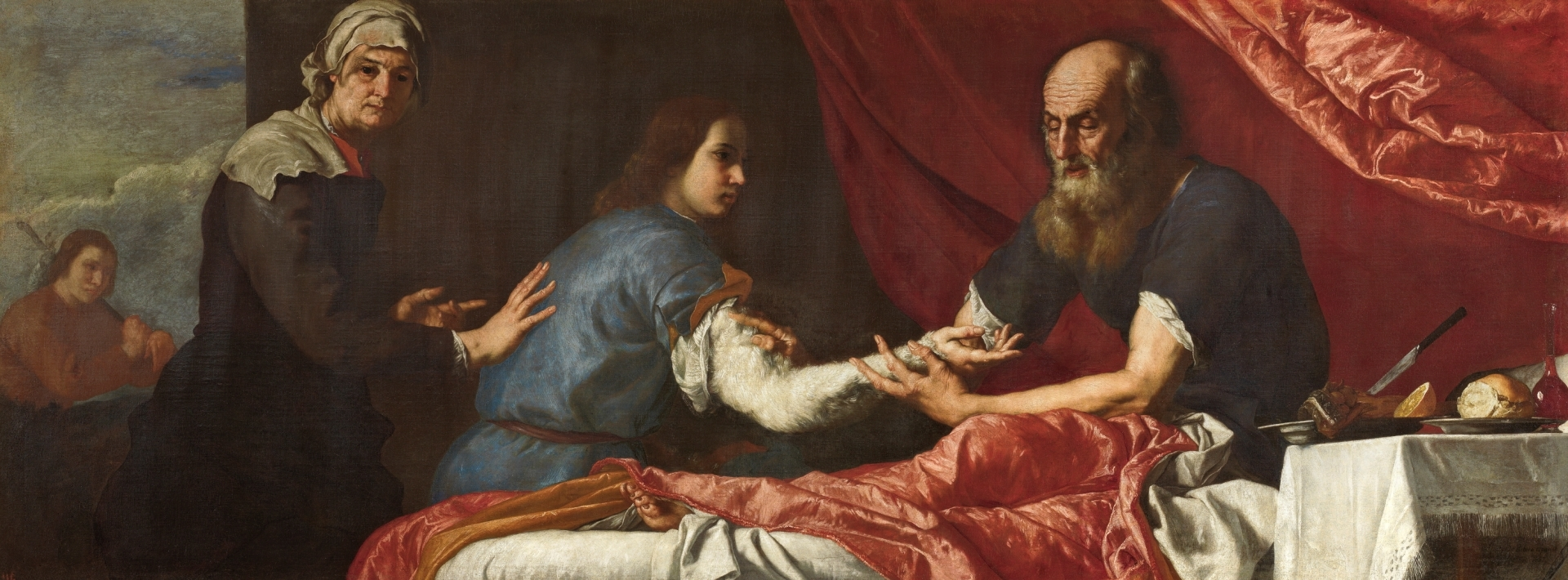
Jacob rep la benedicció d'Isaac per Josep de Ribera, 1637 (Madrid, Prado)
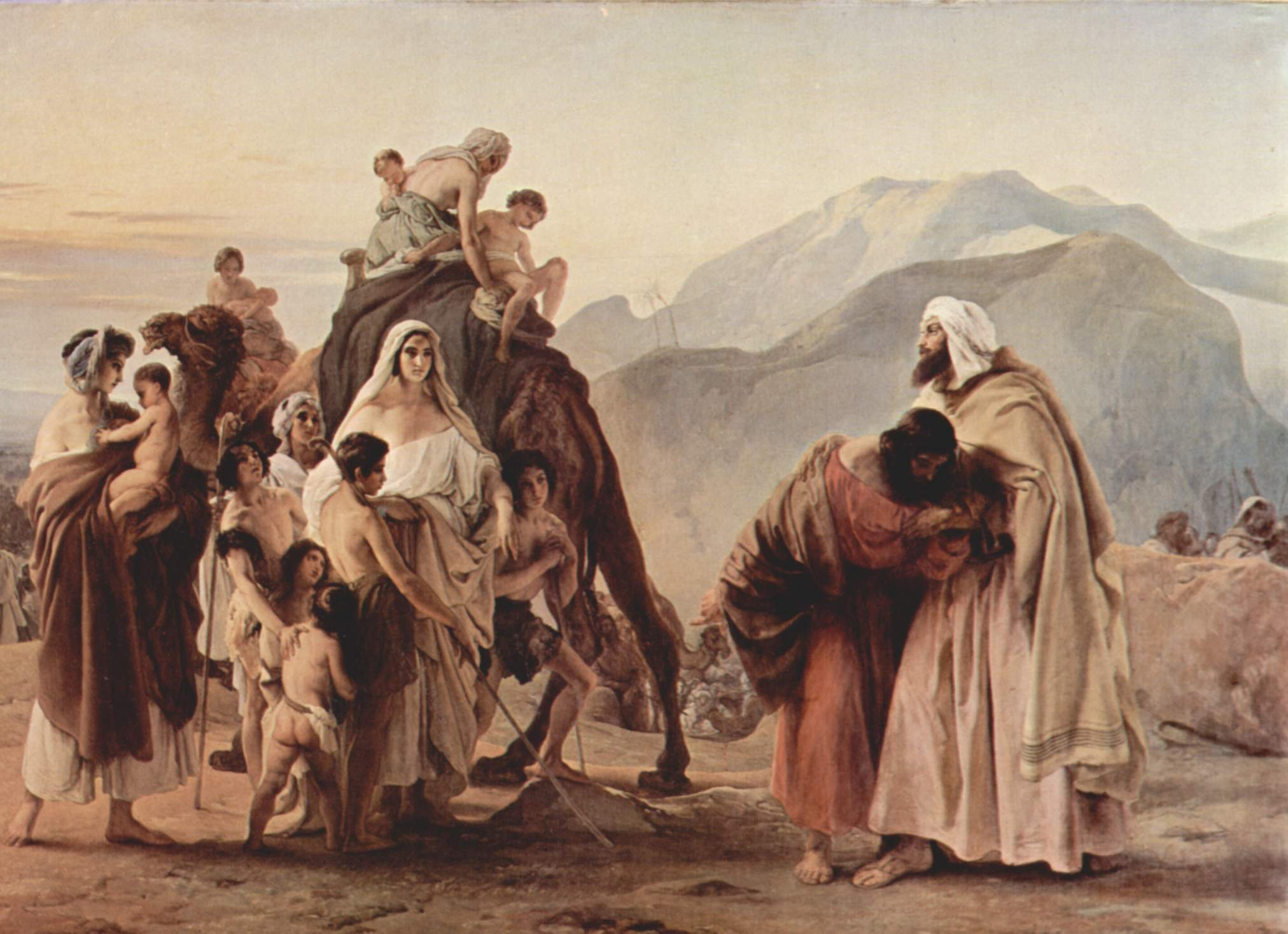
Jacob i Esaú es reconcilien per Francesco Hayez, 1844 (Brèscia, Pinacoteca Tosio Martinengo)
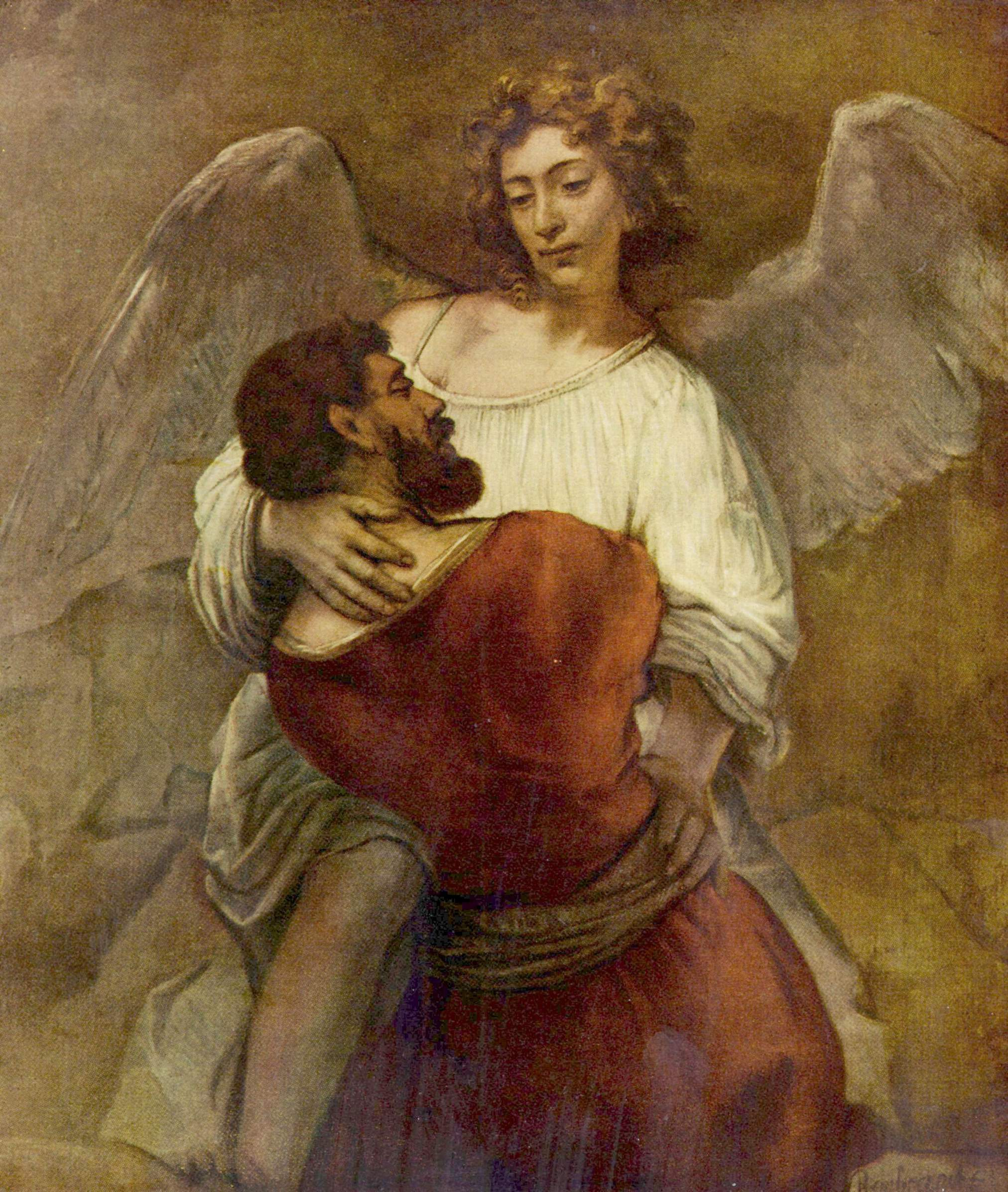
Jacob lluita amb l'àngel per Rembrandt, 1659 (Gemäldegalerie (Berlín))
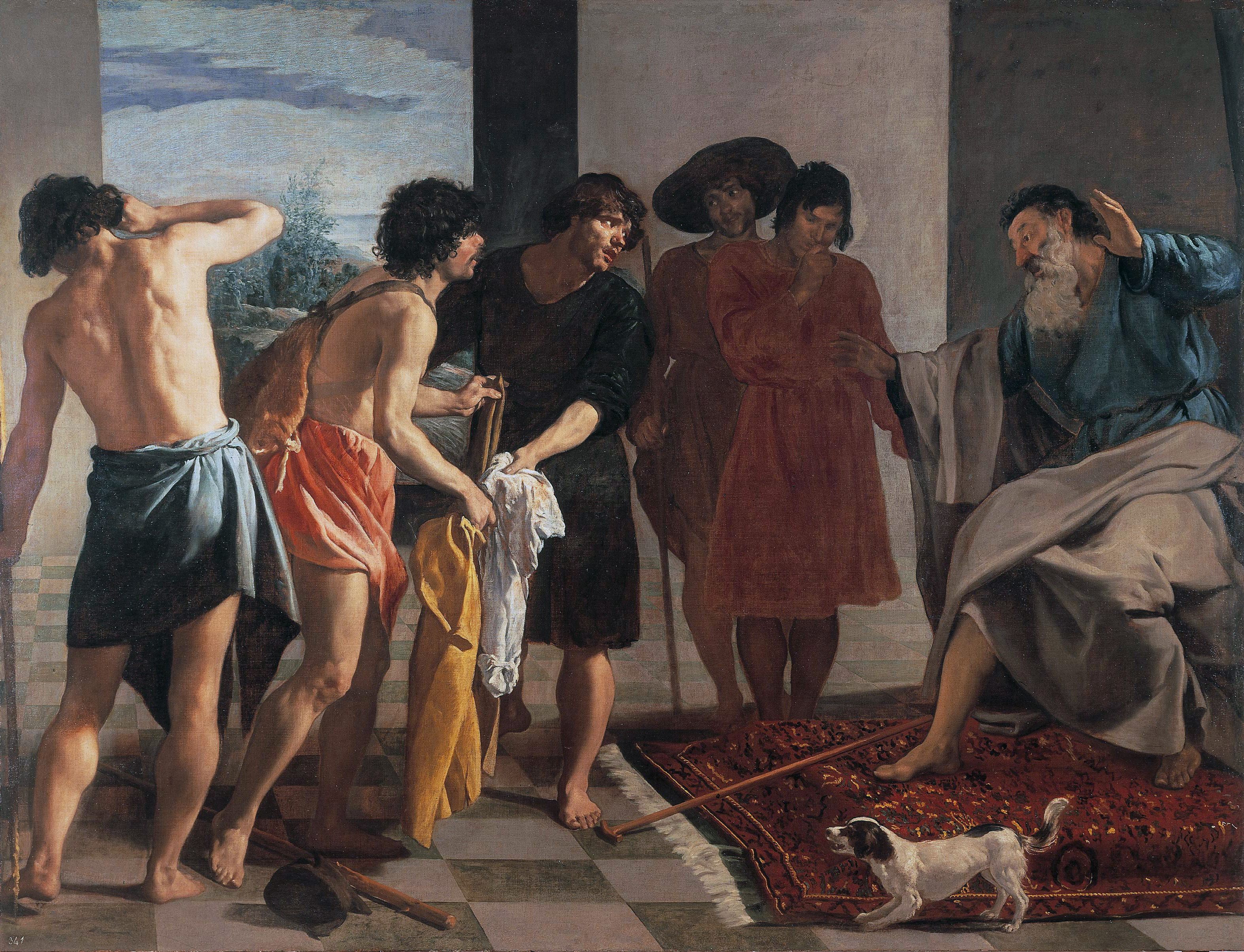
La túnica de Josep per D. Velázquez, ca. 1620 (Monestir d'El Escorial)
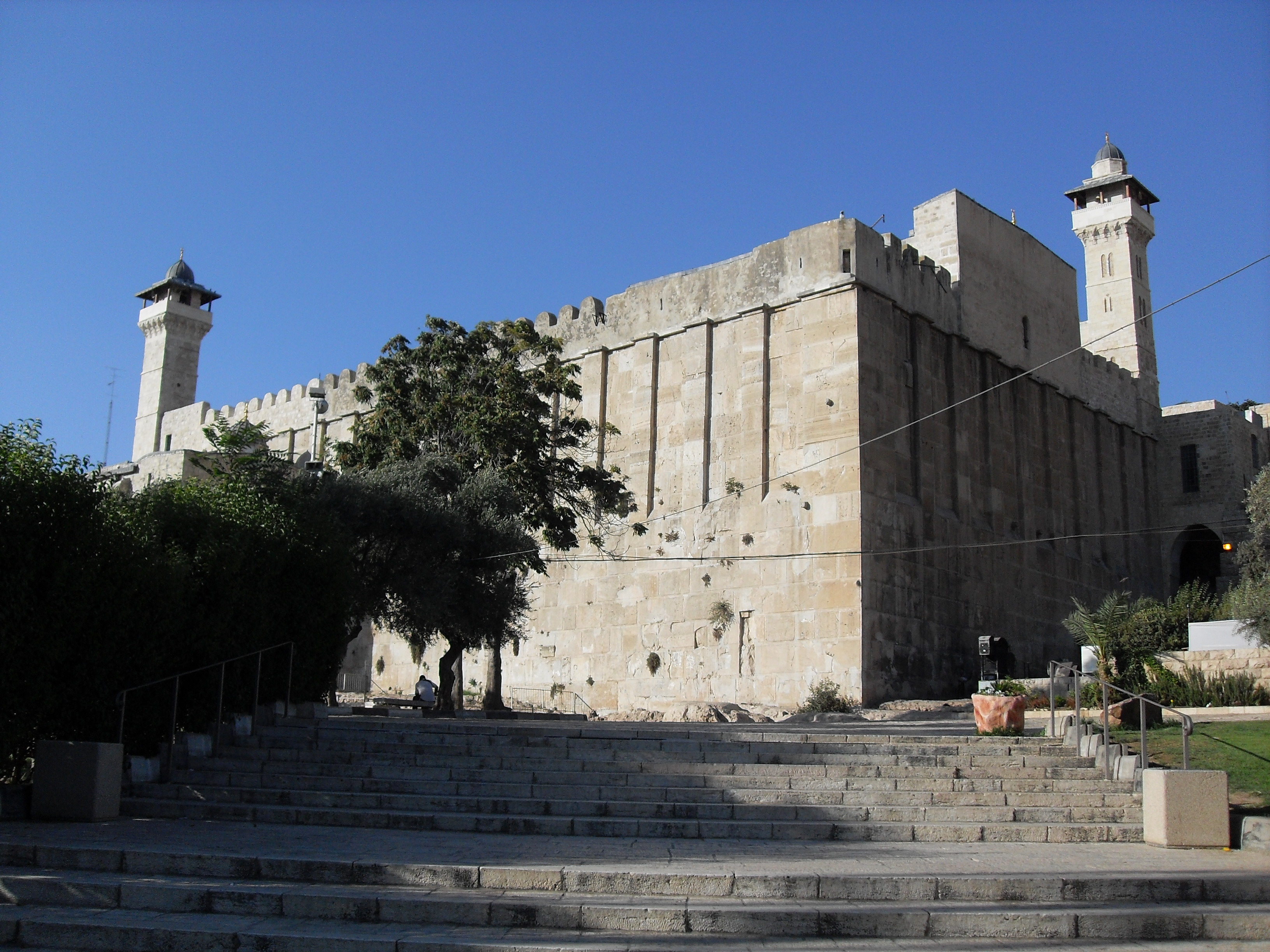
Tomba dels Patriarques (Hebron)

### Història de Josep i viatge a Egipte
Anys després, quan Josep comptava disset anys, els fills de Jacob tornaven de pasturar els ramats i explicaren al patriarca que una fera havia matat Josep, el seu fill estimat. Jacob va perdre les ganes de viure i es va quedar molt trist.
Passaren els anys i arribaren temps de sequera i fam, aleshores, Jacob envià els seus fills a Egipte per comprar provisions; marxaren tots excepte el més petit, Benjamí. Quan retornaren, explicaren que els egipcis havien retingut Simeó i que havien de tornar amb el seu germà petit Benjamí, en senyal de bona voluntat. Jacob no volia desfer-se de Benjamí i temia no tornar-lo a veure mai més, per això va renunciar al seu fill Simeó i no va deixar tornar a Egipte els altres fills.
La sequera s'extremà amb el temps i Judà, finalment, va convèncer Jacob per deixar-los tornar al país del Nil amb Benjamí per intentar salvar Simeó i aconseguir provisions per sobreviure.
Al cap d'uns mesos, els onze fills de Jacob van retornar d'Egipte. Immediatament després de deixar les provisions, van penedir-se davant del seu pare i li van explicar tota la veritat sobre el seu germà Josep; l'havien venut a un mercader d'esclaus ismaelita i, després de diverses aventures, s'havia convertit en regent d'Egipte. També li explicaren que Josep els havia demanat que s'instal·lessin al delta del Nil, on hi havia aliments per a tothom.
Jacob els va perdonar a tots i va marxar amb la família cap a Egipte, a casa de Josep, que havia aconseguit fama i poder a la cort del faraó. Segons el Gènesi, 46:8-27, els que acompanyaren a Jacob en el seu viatge a Egipte foren:
- Rubèn, el primogènit, i els seus fills: Hanoc, Pal·lú, Hesron i Carmí.
- Simeó i els seus fills: Jemuel, Jamín, Ohad, Jaquín, Sóhar i Xaül.
- Leví i els seus fills: Guerxon, Quehat i Merarí.
- Judà i els fills: Xelà, Peres i Zèrah. I els dos fills de Peres: Hesron i Hamul.
- Issacar i els seus fills: Tolà, Puvà, Job i Ximron.
- Zabuló i els seus fills: Sèred, Elon i Jahleel.
- La seva filla Dina.
- Gad i els seus fills: Sefon, Haguí, Xuní, Esbon, Erí, Arodí i Arelí.
- Aser i els seus fills: Imnà, Ixvà, Ixví, Berià i Sèrah. I els fills de Berià: Hèber i Malquiel.
- Benjamí i els seus fills: Bela, Bèquer, Aixbel, Guerà, Naaman, Ehí, Roix, Mupim, Hupim i Ard.
- Dan i el seu fill Huixim.
- Neftalí i els seus fills: Jahseel, Guní, Jésser i Xil·lem.

Totes les persones que van entrar amb Jacob a Egipte, nascudes d'ell, descomptant les dones dels fills de Jacob, van ser en total seixanta-sis.

### Mort i enterrament
Abans de morir, a l'edat de 147 anys, va beneir els dos fills de Josep, Efraïm i Manassès, que completarien els dotze descendents de Jacob que donarien nom a les 12 tribus d'Israel.
El cos de Jacob va ser transportat a les seves terres, on ell volia ser enterrat, juntament amb el seu avi Abraham i el seu pare Isaac; a l'actual Tomba dels Patriarques, prop d'Hebron (Cisjordània).

## Altres visions
Jacob és venerat per l'islam com a profeta en tant que home just. En l'Alcorà no s'hi recullen certs passatges: no apareix ni l'engany al germà ni la lluita amb l'àngel. La seva primogenitura és explicada com una elecció de Déu justament pel seu caràcter devot, que el fa preferible al germà gran, com passa en altres relats dels patriarques.
El somni profètic de Jacob és ampliat en un llibre apòcrif titulat L'escala de Jacob, del qual es conserven només traduccions tardanes i no pas l'original.

## Historicitat
Encara que l'arqueòleg i bíblic William F. Albright va sostenir (c. 1961) que les narracions d'Abraham i Jacob es podien datar aproximadament al segle XIX aC;, John J. Bimson va escriure el 1980: "Des d'aleshores... hi ha hagut una forta reacció contra l'ús de proves arqueològiques per donar suport a les tradicions bíbliques, i el comentari d'Albright no se sosté avui dia". Nahum M. Sarna (1978) va assenyalar que la incapacitat per datar les narracions dels patriarques no necessàriament n'invalida la historicitat, una visió recolzada per Bimson, que va admetre que "El nostre coneixement dels segles al voltant del 2000 aC és molt petit, i la nostra ignorància molt gran".
Gerhard von Rad, a la seva Teologia de l'Antic Testament (1962) va postular que les narracions patriarcals descriuen esdeveniments reals interpretats posteriorment per la comunitat a través de la seva pròpia experiència. Altres estudiosos, com Thomas L. Thompson, consideren les narracions com a composicions literàries tardanes (segles VI i V aC) que tenen propòsits ideològics i teològics però que no són fiables per a la reconstrucció històrica del període previ a l'assentament dels israelites. A The Historicity of the Patriarchal Narratives (1974), Thompson va suggerir que les narracions van sorgir en resposta a alguna situació emergent, expressada com una imatge imaginativa del passat per encarnar l'esperança.
A The Ascent of Man (1973), Jacob Bronowski va assenyalar les similituds entre Jacob i Bakhtyar, que dona el seu nom al poble Bakhtiari de l'Iran. Tots dos eren pastors que tenien dues dones, i són considerats com el patriarca ancestral del seu poble nòmada.
L'arqueòleg William G. Dever va escriure l'any 2001: "Després d'un segle d'investigació exhaustiva, tots els arqueòlegs respectables han renunciat a l'esperança de recuperar qualsevol context que convertís Abraham, Isaac o Jacob en 'personatges històrics'". Les excavacions a la vall de Timna van trobar el que poden ser els primers ossos de camell trobats a Israel o fins i tot fora de la península aràbiga, datats al voltant del 930 aC. Això és vist per alguns com una prova que les històries d'Abraham, Jacob i Josep, que es diu que haurien tingut lloc mil anys abans, i no s'haguessin escrit almenys fins al segle X aC.

### Historicitat de l'episodi egipci
Segons les investigacions sobre la historicitat de l'Antic Testament, el descens d'Abraham a Egipte, tal com es registra en Gènesi 12:10–20, hauria de correspondre als primers anys del II mil·lenni aC, que és abans del temps que els hicsos governaven a Egipte, però coincidiria amb els partits semites coneguts per haver visitat els egipcis cap al 1900 aC, com fa palesa la pintura de Khhotep-Ambion documentada en el procés de Khhot-II i Hasan. Es podria associar Abraham a visitants semites coneguts a Egipte, ja que haurien estat connectats ètnicament. El període de Josep i Jacob/Israel a Egipte (Gènesi 39:50), on estaven a favor a la cort egípcia i Josep ocupava alts càrrecs administratius al costat del governant de la terra, correspondria a l'època en què els hicsos van governar a Egipte, durant la dinastia XV. El temps de Moisès i l'expulsió a Palestina relatada a l'Èxode també podria correspondre a l'expulsió dels hicsos d'Egipte.